# Irina Minch
Irina Edwinowna Minch (ros. Ирина Эдвиновна Минх; ur. 16 kwietnia 1964 w Czeriepanowie) – rosyjska koszykarka, występująca na pozycji rzucającej, reprezentantka ZSRR, multimedalistka międzynarodowych imprez koszykarskich. Po zakończeniu kariery zawodniczej trenerka koszykarska, działaczka klubowa.
W sezonie 2006/2007 pełniła funkcję skauta w Dinamie Nowosybirsk, w 2007 została dyrektorem generalnym klubu, a w 2016 jego prezeską.

## Osiągnięcia
Na podstawie, o ile nie zaznaczono inaczej.

### Drużynowe
- Mistrzyni:
  - Pucharu Ronchetti (1986)
  - ZSRR (1986–1988)
- Wicemistrzyni:
  - Pucharu Europy Mistrzyń Krajowych (1987, 1988)
  - ZSRR (1985)
- Brązowa medalistka:
  - Pucharu Europy Mistrzyń Krajowych (1989)
  - mistrzostw ZSRR (1981–1983)
- Uczestniczka międzynarodowych rozgrywek:
  - Pucharu Europy Mistrzyń Krajowych (1986–1989)
  - Pucharu Ronchetti (1985/1986, 1992/1993, 1996–1998)

### Indywidualne
- Zasłużona Mistrzyni Sportu ZSRR
- Medal Orderu „Za zasługi dla Ojczyzny”

### Reprezentacja
Seniorska
- Mistrzyni:
  - olimpijska (1992)
  - Europy (1987, 1991)
- Wicemistrzyni:
  - świata (1986)
  - igrzysk dobrej woli (1990)
- Brązowa medalistka olimpijska (1988)
- Uczestniczka:
  - mistrzostw świata (1986, 1990 – 5. miejsce)
  - kwalifikacji olimpijskich (1988 – 1. miejsce)

Młodzieżowa
- Mistrzyni uniwersjady (1985)
- Wicemistrzyni Europy U–18 (1983)